# Higher Than the Sun
Singles de Keane
Sovereign Light Café
(2012)
Pistes de The Best of Keane
Sovereign Light Café Won't Be Broken
Higher Than the Sun est une chanson du groupe de rock Keane extraite de leur première compilation, The Best of Keane. Le single est sorti le 28 septembre 2013.